# Музей на фантазията
Музеят на фантазията (на немски: Museum der Phantasie), наричан още Музей Бухайм, е частен музей за изкуство, архитектура и природа в Бернрид ам Щарнбергер зе на брега на езерото Щарнбергер. Той съхранява голямата колекция и собствените творби на художника, фотограф и писател Лотар-Гюнтер Бухайм.
На 65-годишна възраст писателят колекционер решава да събере творбите си в музей. След отказа на музея в Дуйсбург, основава Фондация „Бухайм“ и чрез нея финансира изграждането на Музея на фантазията. Първоначално Лотар-Гюнтер Бухайм иска музеят да бъде построен във Фелдафинг, но общината се противопоставя и местоположението е отхвърлено след референдум. Затова е изграден в Бернрид ам Щарнбергер зе, съдето е открит на 23 май 2001 г.
Сградата е проектирана от архитектурната фирма „Behnisch, Behnisch & Partner“. Завършена е през октомври 1999 г. Тя обхваща около 4000 квадратни метра и е проектирана така, че да прилича на кораб, с мост, който се простира директно над езерото Щарнбергер.
В музея Лотар-Гюнтер Бухайм съхранява колекцията си, оценена на около 100 милиона евро. Той работи като директор на музея до смъртта си.
Колекцията включва произведения на експресионистично изкуство, картини, акварели, рисунки и гравюри, от Ерих Хекел, Емил Нолде, Ернст Лудвиг Кирхнер, Макс Пехщейн, Ото Мюлер, и др. Включва също произведения на занаяти от цял свят, на баварското народно изкуство, африканското изкуство и азиатското изкуство, които Буххайм е събирал по време на пътуванията си. Изложени са и картини и рисунки на самия Буххайм. В околния парк са оформени пешеходни алеи, водоеми, пагоди, и са изложени различни скулптури и други произведения на изкуството, които очертават пътя от паркинга за посетители до сградата на музея.
От март 2017 г. в музея е изложена с 10-годишен договор и експресионистичната колекция на проф. Херман Герлингер – „Художниците на моста“.
От август 2013 г. директор на музея е Даниел Шрайбер, историк в областта на изкуството, който работи към маркетинговата организация „MuSeenLandschaft Expressionismus“ стопанисваща общо 5 музея.
Музеят е център на постоянна дейност. Организират се специални изложби с творби на художници, провеждат се концерти, четения, пиеси, прожекции на филми, и лекции. Функционира и „лаборатория на фантазията“, в която се дава възможност на деца и възрастни да изпробват отделни техники и да задълбочат познанията си за отделните колекции.

## Галерия
- Ото Мюлер, Две момичета в тръстиката, 1924 г.
- Матиас Цимерман, Коридорите между стаите по различно време
- Ернст Лудвиг Кирхнер, Плувци на плажа на Фемарн

Външна експозиция
- Хеликоптер
- Кола
- Футболен отбор на Гюнтер Шуман